# Наутилус (фільм)
«Наутилус» — радянський художній фільм 1990 року, знятий режисером Володимиром Шамшуріним на Свердловській кіностудії.

## Сюжет
Розлучившись із сім'єю і своєю роботою в НДІ, Фелікс вважає, що краще бути двірником. Але смерть молодшого брата, який воював в Афганістані, заклики до нового демократичного життя і свободи змушують його змінити свої переконання...

## У ролях
- Леонід Лютвінський — Фелікс
- Олена Старостіна — Катя
- Римма Латипова — Римма
- Валерій Баринов — Семен Ілліч
- Єгор Баринов — роль другого плану
- Микита Висоцький — Сашко
- П. Гудков — роль другого плану
- Людмила Карауш — заступник директора магазину
- Сергій Карленков — Саша Закринський
- Іван Краско — батько Фелікса
- В. Ліфантьєв — роль другого плану
- Олександр Панкратов-Чорний — моряк
- Сергій Рикусов — роль другого плану
- Олександр Стриженов — Вітя, брат Фелікса
- Ольга Конська — Віра
- Ірина Азер — дружина Семена Ілліча
- Анатолій Скорякін — спекулянт
- Любов Соколова — епізод
- Л. Вихрьов — епізод
- В'ячеслав Воскресенський — епізод
- Інна Виходцева — епізод
- Ігор Гайгаров — епізод
- Григорій Гецов — епізод
- Микола Гусаров — епізод
- В. Єлісєєв — епізод
- Є. Єрофєєв — епізод
- В. Заплаткін — епізод
- Антон Корольков — епізод
- Сергій Кудрявцев — епізод
- А. Кузнецов — епізод
- Олексій Лєвшин — епізод
- Наталія Лихачова — епізод
- Володимир Мальцев — епізод
- Л. Мальцева — епізод
- Вадим Михальов — епізод
- Олена Сергєєва — епізод
- Е. Сціпіо — епізод
- Святослав Тараховський — епізод

## Знімальна група
- Режисер — Володимир Шамшурін
- Сценарист — Святослав Тараховський
- Оператор — Георгій Майєр
- Композитори — Сергій Сідельников, Олександр Сідмак
- Художник — Анатолій Пічугін